# Nahuel Roldán
Ricardo Nahuel Roldán Pinela, noto semplicemente come Nahuel Roldán (Montevideo, 21 dicembre 1998), è un calciatore uruguaiano, attaccante del Nueva Chicago.

## Carriera
Cresciuto nel settore giovanile del Cerro, ha debuttato in prima squadra il 20 marzo 2016 disputando l'incontro di  Primera División Profesional vinto 1-0 contro il Nacional.